# لینتون برنت
لینتون برنت (انگلیسی: Lynton Brent؛ ‏ ۲ اوت ۱۸۹۷ – ۱۲ ژوئیهٔ ۱۹۸۱) بازیگر اهل ایالات متحده آمریکا بود.
از فیلم‌هایی که وی در آن‌ها نقش داشته‌است، می‌توان به مستأجرهای بیکار، مزاحم و کینگ کونگ اشاره نمود.